# Confédération générale des travailleurs du Pérou
La Confédération générale des travailleurs du Pérou (en espagnol Confederación General de Trabajadores del Perú, CGTP) est la principale organisation syndicale du Pérou.

## Histoire
La CGTP est fondé le 17 mai 1929 lors d’un Congrès ouvrier où plusieurs délégations syndicales originaires de Lima est des principales villes du pays adoptent des statuts et un programme de lutte proposés par le penseur et militant péruvien José Carlos Mariátegui.
En 1930, le général Luis Miguel Sánchez Cerro décrète l’état d’urgence et déclare la CGTP illégale en pleine grève des mineurs.

Face à la répression menées par la dictature successives et à la concurrence de nouvelles structures syndicales favorisées par le pouvoir (Centrale nationale des travailleurs, Confédération syndicale des travailleurs péruviens), la jeune CGTP se retrouve fortement affaiblit et cesse progressivement toute activité.
En 1966, des militants syndicaux liés au Parti communiste impulsent la création d’un Comité de défense et d’unité syndicale (CDUS) destinée à reconstruire la CGTP. 

Le CDUS va rassembler autour de lui des syndicats issus des secteurs de la construction, de la banque, de la pêche ou encore des mines. Il parvient aussi à fédérer les unions locales d’Arequipa et de Cusco. Rapidement il est impliqué dans des luttes importantes telles que la grève des pêcheurs (novembre-décembre 1966), la grève des mineurs de Toquepala (fin 1966- début 1967) ou la grève générale des travailleurs de la construction (février 1967).
Ce développement du CDUS en termes de syndicats rassemblés et de présence dans les luttes va l’amener à organiser en juin 1968 un congrès de reconstitution de la CGTP.
Longtemps tenue par les communistes, la CGTP va à partir des années 90 devenir davantage pluraliste et s’ouvrir aux différents courants de la gauche péruvienne.

## La CGTP aujourd’hui
La CGTP est aujourd’hui la première centrale syndicale du Pérou. Elle est organisée à travers des fédérations professionnelles (Fédération de la construction civile, Fédération des travailleurs des mines, de la métallurgie et de la sidérurgie…) et des fédérations locales.
Au niveau international, la CGTP est membre de la Fédération syndicale mondiale.